# Miloš Radivojević
Miloš Radivojević (in serbo Милош Радивојевић?; Belgrado, 5 aprile 1990) è un calciatore serbo, difensore del Mladenovac.

## Carriera
Ha giocato nella massima serie dei campionati serbo, israeliano, azero e croato.